# Franska kommunistpartiet
Franska kommunistpartiet, förkortat PCF (franska: Parti communiste français), är ett kommunistiskt politiskt parti i Frankrike. Det grundades ursprungligen som Franska sektionen av Kommunistiska internationalen år 1920 under Tredje republiken.
PCF är medlemsparti i Europeiska vänsterpartiet och dess europaparlamentariker är med i Gruppen Europeiska enade vänstern/Nordisk grön vänster. Det ingår i den år 2009 grundade valalliansen Vänsterfronten och är ett av de största partierna i Frankrike sett till medlemsantal.
Partiet har deltagit i tre regeringar: Provisoriska regeringen (1944–1947), regeringen under Pierre Mauroy (1981–1984) och i vänsterministären ledd av premiärminister Lionel Jospin (1997–2002).

## Historia

### Grundande och tidiga år
Franska sektionen av Kommunistiska internationalen grundades i december 1920 genom en splittring inom det socialistiska partiet Franska sektionen av Arbetarinternationalen (SFIO) under partikongressen i Tours. Splittringen var mellan de som var för och de som var emot att ansluta sig till den av Vladimir Lenin grundade Kommunistiska internationalen. De som var för ett anslutande var i majoritet bland partimedlemmarna och grundade ett nytt parti, officiellt en sektion av Komintern. Många av det gamla SFIO:s socialistiska parlamentsledamöter och borgmästare föraktade dock Lenins demokratiska centralism samt motstånd mot parlamentarismen och valde att stanna kvar i det urholkade SFIO under Léon Blums ledning. Partitidningen L'Humanité tillföll kommunisterna medan socialisterna lyckades behålla kontroll över den fackliga centralorganisationen CGT. De franska kommunisterna anammade de ryska bolsjevikernas demokratiska centralism för att styra sin organisation. Året därpå, 1921, bytte Franska sektionen av Kommunistiska internationalen officiellt namn till Franska kommunistpartiet (PCF).
Partiets tidiga år kännetecknades av en serie nya interna splittringar, utrensningar av oppositionella partimedlemmar skakade partiorganisationen. Under Grigorij Zinovjevs allt striktare kontroll över Komintern påtvingades de franska kommunisterna de ryska bolsjevikernas organisatoriska uppbyggnad och politiska strategi, men den franske generalsekreteraren Ludovic-Oscar Frossard hamnade ständigt i konflikt med Komintern och tvingades avgå 1923. I parlamentsvalet 1924 vann kommunisterna bara 9,8% av rösterna, men val hade låg prioritet jämfört med t.ex. organiserandet av strejker för partiet. Samma år valdes Pierre Semard till ny generalsekreterare och försökte ena partiets splittrade grupperingar samt skapa allianser med övriga vänsterpartier, något som fördömdes av Komintern som parlamentaristiskt. Kommunistpartiet skakades tidvis av arresteringar då man öppet kritiserade Frankrikes kolonialimperialistiska utrikespolitik.
1927 stod det klart att Josef Stalin skulle komma att vinna maktkampen som pågick inom Sovjetunionens kommunistiska parti, vilket fick direkt påverkan på PCF. En stalinistisk kommitté tog kontroll över partiet och införde en strikt "klass mot klass"-plattform där socialdemokrati fördömdes som borgerligt och partimedlemmar som bedömdes vara reformister kastades ut ur partiet, färre än 30 000 medlemmar fanns kvar vid 1920-talets slut.

### 1930-talet och andra världskriget
Maurice Thorez valdes 1930 till ny generalsekreterare. PCF backade i 1932 års parlamentsval, som vanns av socialisterna, men valde för första gången att bli ett stödparti istället för att vara i ständig opposition. 6 februari 1934 utbröt våldsamma upplopp i Paris där högerextremister tvingade den liberale premiärministern Édouard Daladier att ge makten till de konservativa. Detta fick hela den franska vänstern att frukta att landet var på väg i samma riktning som Tyskland, som året innan hade drabbats av ett nazistiskt maktövertagande. För Maurice Thorez var minnet av hur Tysklands kommunistiska parti utplånades av nazisterna efter Riksdagshusbranden 1933 anledningen till att trots allt söka samarbete med socialdemokraterna i SFIO, och samma år inleddes folkfrontspolitiken.
Valframgångar de nästföljande åren gynnade PCF som del av Folkfronten, och parlamentsvalet 1936 blev en seger. Kommunisterna blev återigen oppositionellt stödparti till en moderat socialistisk regering. 1935 bröts den tunisiska grenen av partiet loss och blev Tunisiska kommunistpartiet. 1936 bildade partiet en avdelning på Madagaskar. PCF var en av de viktigaste utländska stödorganisationerna till Spanska republiken efter det spanska inbördeskrigets utbrott 1936, och trots att Frankrikes socialistiska regering officiellt var neutral tilläts kommunisterna sända sovjetiskt bistånd och frivilliga över gränsen till Spanien för kampen mot nationalisterna.
Münchenöverenskommelsen 1938, som Daladier skrev på, kritiserades av PCF som ett sätt att låta Hitler få fria tyglar österut och kunna avancera mot Sovjetunionen. När så Tyskland och Sovjetunionen i augusti 1939 skrev under Molotov-Ribbentroppakten lämnade en femtedel av PCF:s parlamentsledamöter partiet i protest. När Frankrike trädde in i andra världskriget i september samma år förbjöds PCF av Daladier. Inledningsvis bedyrade partiet sin hängivelse till Frankrikes deltagande i kriget, men i enighet med Kominterns linje ändrades inställning och man hävdade istället att kriget var mellan imperialistiska makter, och förespråkade att hålla sig utanför. Thorez flydde till Moskva för att undvika fängelse och partiets rester i Frankrike gick under jorden. Alla kommunistledda borgmästarskap upplöstes och kommunistiska tidningar och fackföreningar stängdes ned. Efter den tyska ockupationen 1940 försökte partiet begränsa sin kritik mot nazisterna i hopp om att tillfångatagna partimedlemmar skulle släppas, men detta misslyckades totalt och fördömdes senare även av Komintern. Snart började kommunisterna bli en av de drivande parterna i det civila motståndet mot Vichyregimen och den tyska ockupationsmakten, först genom att anordna massdemonstrationer men efter invasionen av Sovjetunionen 1941 också genom väpnade aktioner. När Frankrike föll till de allierade 1944 kunde PCF, stärkta av prestige och folkligt stöd på grund av motståndsverksamheten, inträda i Frankrikes provisoriska regering under general Charles de Gaulle. År 1945 hade partiets medlemskap ökat till runt en halv miljon.

### Kalla kriget

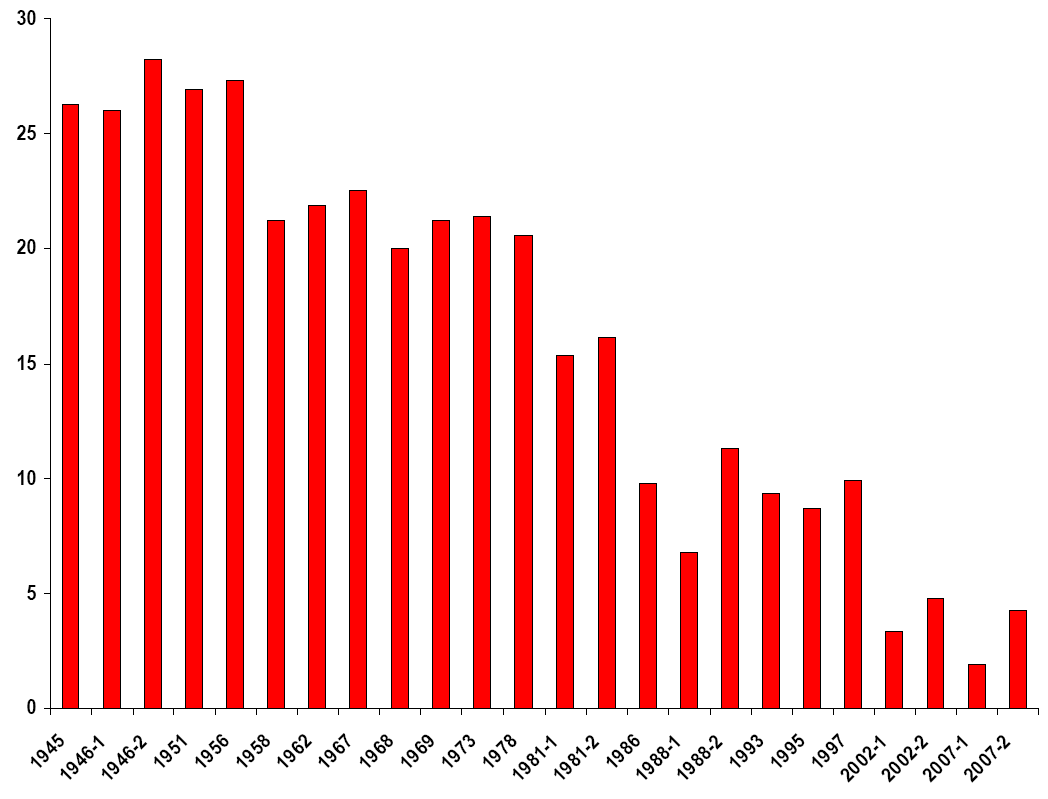
Partiets väljarstöd i parlaments- och presidentval perioden 1945-2007.

Efterkrigstiden började bra för PCF som i en serie nya val i landet 1945-1946 regelbundet vann över 26% av rösterna och var enskilt största parti, men man fick aldrig själva regeringsmakten utan deltog i koalitionsregeringar ledda av SFIO och kristdemokraterna. Dock var det under denna tiden som man var med och drev igenom samhällsreformer som grundlade den franska välfärdsstaten, med förstatliganden av kritiska samhällssektorer, garanterat oberoende för fackföreningar och införandet av minimilöner. Konflikt utbröt dock mellan PCF och de övriga regeringspartierna då kommunisterna fortsatte vägra att stödja det franska kolonialväldet. Dessutom hotade USA att ställa in Marshallhjälpen till Frankrike om inte kommunisterna uteslöts från regeringssamarbetet. Premiärminister Paul Ramadier kastade så ut kommunisterna från regeringen i maj 1947, ungefär samtidigt som kommunisterna i Italien drabbades av samma politiska isolering.
Partiet var fortsatt lojalt till Stalin med Thorez som generalsekreterare, avstaliniseringen som påbörjades i Sovjet 1953 möttes med kritik och ledde till splittring. Krossandet av Ungernrevolten 1956 stöddes likaså av PCF:s officiella linje vilket orsakade missnöje och många, t.ex. historikern Emmanuel Le Roy Ladurie, lämnade då partiet. I slutet av 1950-talet gjorde den kinesisk-sovjetiska splittringen sig känd och partiet drabbades av splittring mellan sovjettrogna och maoister. Nya vallagar gjorde att PCF trots fortsatt högt stöd fick klart färre parlamentsmandat än SFIO under 1950-talet. Många intellektuella från kolonierna gick vid den här tidpunkten med i partiet. 1959 bildade partiets gren på Réunion, Réunions kommunistiska parti. Partiet var hårt kritiskt mot de Gaulles återkomst till makten i och med grundandet av Femte republiken 1958, då de såg de Gaulle som ärkekonservativ med semifascistiska tendenser. Paradoxalt nog röstade PCF med gaullisterna åtskilliga gånger i parlamentet, då man av taktiska skäl hoppades att den politiska polariseringen som de Gaulles politik ledde till skulle öka de kommunistiska sympatierna bland befolkningen. PCF led dock mest av allt av interna svårigheter att hantera avstaliniseringen på ett sätt som inte underminerade partidisciplinen och därtill de maoistiska elementen som riskerade splittra hela partiet.
År 1964 avled Thorez och efterträddes som generalsekreterare av Waldeck Rochet som förordade samarbete med övriga vänsterpartier mot de Gaulle. Pragvåren 1968 ledde till att man för första gången yttrade någon form av officiell kritik mot Sovjet vilket ledde till intern splittring inom PCF. Waldeck Rochet blev sjuk 1970 och drog sig definitivt tillbaka 1972. Han efterträddes av Georges Marchais. Under 1970-talet antog partiet gradvis en moderatare plattform och stödde den socialistiske presidentkandidaten François Mitterrand. År 1976 övergav PCF idén om proletariatets diktatur och man tog den borgerliga demokratin i sitt försvar, även om den revolutionära retoriken fortsatte. När Mitterand hade valts till president 1981 kom partiet i regeringsställning i samarbete med Socialistpartiet.
PCF var länge det största franska partiet på vänstersidan i en rad nationella val från 1945 till 1970-talet, innan Socialistpartiet blev större på 1980-talet. PCF har sedan förlorat ytterligare väljare till Socialistpartiet. Även om väljarstödet har sjunkit sedan 1980 har PCF fortfarande ett stort medlemsantal, näst störst efter Folkrörelseunionen (UMP), och anmärkningsvärt inflytande i fransk politik: 186 mandat i regionala parlament och omkring 800 borgmästare. Det är ett av de mest inflytelserika partierna efter Socialistpartiet och UMP. PCF är fortfarande det största partiet i Frankrike som förespråkar kommunistiska idéer.

### 2000-talet

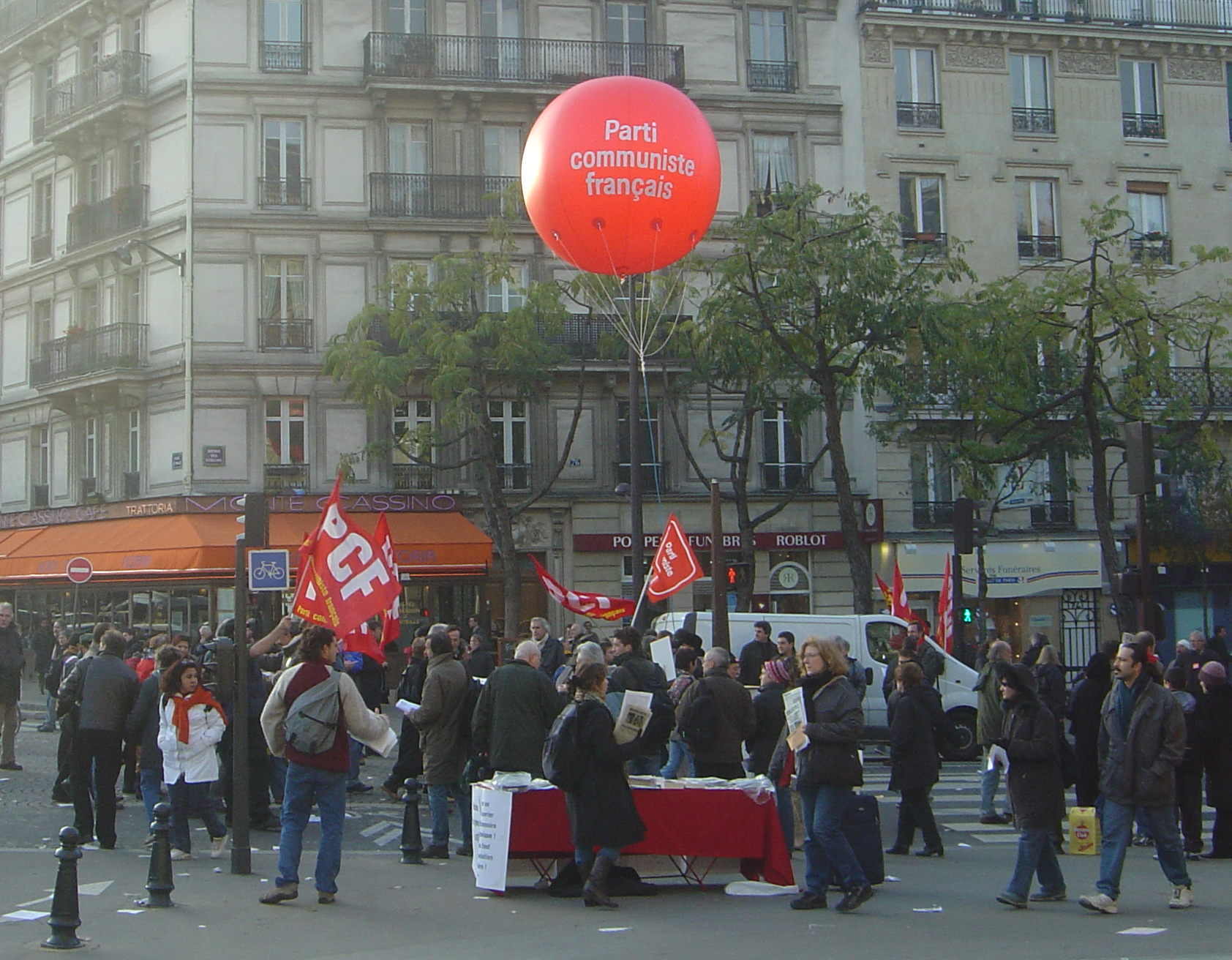
En manifestation i Paris för offentlig välfärd (19 november 2005)

Efter ett dåligt resultat i 2007 års val uppfyllde partiet för första gången sedan 1962 inte minimiantalet på 20 deputerade för att själva kunna bilda en partigrupp i parlamentet. PCF allierade sig då med De gröna och andra parlamentsledamöter på vänstersidan för att bilda en grupp vänster om Socialistpartiet, kallad Demokratisk och Republikansk vänster.

## Politisk plattform
Eftersom partiet suttit i ministären under François Mitterrands regering och deltagit andra i socialdemokratiskt ledda koalitionsregeringar anser många andra inom den kommunistiska rörelsen att partiet förlorat den revolutionära potential man en gång hade och övergått till reformism. Partiet stödjer rörelser för alternativ globalisering även om det ibland också kritiserar dem, särskilt deras organisatoriska brister.

### Synen på EU
PCF är ideologiskt euroskeptiskt baserat på synen på den gamla Europeiska ekonomiska gemenskapen såväl som dagens EU som ett borgerligt frimarknadsprojekt men har under 1980- och 90-talen flera gånger skiftat mellan hårdför fientlighet mot europeisk integration och mjukare retorik, allt beroende på det inrikespolitiska läget i Frankrike och utsikterna att gå i koalition med det EU-vänliga Socialistpartiet.